# Ефимов, Николай Фадеевич
Николай Фадеевич Ефимов (8 августа 1927, Иваново-Вознесенск — 21 ноября 1998, Москва) — советский футболист, тренер. Мастер спорта СССР.

## Биография
Воспитанник ивановского футбола. В составе московского «Торпедо» становился обладателем Кубка СССР 1949. После окончания карьеры работал тренером. Возглавлял национальные сборные Йемена, Афганистана и Бурунди.